# حساس غاز كبريتيد الهيدروجين
حساس غاز كبريتيد الهيدروجين أو  ( حساس H2S ) هو مكشاف يستخدم للكشف عن غاز كبريتيد الهيدروجين، 
 في المعمل يتم تحضير غاز كبريتيد الهيدروجين باستخدام حمض الكبريتيك المخفف و كبريتيد الحديد تبعا للمعادلة التالية : 

(FeS(s) + H2SO4(aq) = FeSO4(aq) + H2S(g
لا يمكن استخدام حمض الكبريتيك المركز أو حمض النيتريك لأن الناتج سيكون كبريت بدلًا من كبريتيد الهيدروجين .

## تنقية غاز كبريتيد الهيدروجين
يتم الحصول على غاز كبريتيد الهيدروجين من المعادلة السابقة ولكن يتصاعد معه بعض الشوائب الحمضية، ولتنقية الغاز يتم تمريره على أكسيد المغنسيوم (MgO) في الماء الذي يعطي بيكبريتيت الماغنيسيوم، والذي مع التسخين (فوق 60 درجة سليزيوس) يتحلل إلي غاز كبريتيد الهيدروجين النقي . 

MgO + 2H2S --> Mg(HS)2 + H2O
Mg(HS)2 --> MgS + H2S

## تجفيف الغاز
يتم تخفيف الغاز بتمريرة على خماسي أكسيد الفوسفور .

## التطبيقات
هذا النوع من أجهزة الاستشعار يكون دائمًا تحت التطوير المستمر بسبب الطبيعة السامة للغاز والتي تسبب التآكل .
- يستخدم في مصانع الوقود والفحم .[2]
- هذا المكشاف يعتبر من إحدي أهم معدات الحماية الشخصية التي تعمل على تحذير الشخص من وجود غاز كبريتيد الهيدروجين، ويستخدم بكثرة في مناطق استخراج الغاز الطبيعي .

## الأبحاث
من ضمن الأبحاث التي تهتم بحساس غاز كبريتيد الهيدروجين .